# Alla fine
Alla fine è il terzo e ultimo singolo di Renato Zero dell'album Amo - Capitolo II, pubblicato il 21 gennaio 2014 in download digitale.
La regia del video ufficiale è di Alessandro D'Alatri, mentre gli attori che hanno partecipato sono Euridice Axen e Andrea Preti.

## Video
Il videoclip del brano venne trasmesso in anteprima il 18 gennaio 2014 in seconda serata allo Speciale TG5 su Canale 5; un nuovo videoclip di Renato Zero relativo al brano Alla fine venne pubblicato su YouTube dal canale ufficiale di Renato Zero il 22 gennaio 2014.

## Formazione
- Renato Zero - voce
- Phil Palmer - chitarra acustica ed elettrica
- Trevor Charles Horn - basso
- Ash Soan - batteria
- Julian Hinton - tastiera e programmazione
- Simon Bloor - pianoforte e organo Hammond
- Everton Nelson - violino